# خدیجه‌خانم چهریقی
خدیجه‌خانم چهریقی همسر دوم محمدشاه قاجار بود که از او صاحب دو فرزند شد. وی بسیار مورد لطف و احترام شاه قرار می‌گرفت به طوری که محمدشاه قاجار نام پدر خود را بر پسر او نهاد و وی را نایب‌السلطنه نامید.

## زندگینامه
خدیجه‌خانم چهریقی پس از ازدواج با محمدشاه قاجار، از وی صاحب دو فرزند شد. فرزند پسر آن‌ها که عباس میرزا نام داشت، به سبب علاقه شاه به مادرش نایب‌السلطنه لقب گرفت. خدیجه چهریقی به همراه حاجی میرزا آقاسی در تلاش بودند تا عباس میرزا را به ولایتعهدی منصوب کنند اما با بیماری و مرگ محمدشاه قاجار این عمل ناتمام ماند و به کوشش مهدعلیا، ناصرالدین شاه به سلطنت رسید. 
علت ازدواج محمدشاه با خدیجه خانم این بود که پدرش از مریدان شیوخ طریقه «نقشبندیه» (از فرقه‌های صوفیه) و مادرش از ارادتمندان «شیخ حله» (از شیوخ صوفیه) بود و محمدشاه نیز منش صوفی‌گری داشت و از طرفی از مهد علیا مادر ناصرالدین شاه هم، دل خوشی نداشت، لذا بیشتر به خدیجه خانم و فرزندش عباس میرزا مهر می‌ورزید و نام پدر خود "عباس میرزا" و لقب "نایب السلطنه" را بر این فرزندش گذاشت. این امر باعث شد که ناصرالدین شاه و مادرش نسبت به این طفل و مادرش دشمن و کینه‌توز شوند. وقتی که محمد شاه در قصر «محمدیه» تجریش جان سپرد، عباس میرزا قریب به نه سال و سه ماه داشت و تحت للگی رضاقلی خان هدایت قرار داشت.
پس از مرگ محمدشاه قاجار، خدیجه خانم چهریقی و فرزندش به دستور مهدعلیا توقیف شده و در اتاقی در کاخ محمدیه محصور شدند. مهدعلیا تصمیم گرفته بود که عباس میرزا را کور کرده یا به قتل برساند که این امر با پناه بردن خدیجه خانم چهریقی به سفارت انگلستان به سرانجام نرسید. پس از به سلطنت رسیدن ناصرالدین شاه، عباس میرزا به حکومت قم منصوب شده و از تهران به قم عزیمت کردند.
خدیجه خانم چهریقی بخاطر علاقه‌ای که محمدشاه قاجار نسبت به او داشت، بسیار مورد رشک و حسادت مهدعلیا قرار میگرفت به طوری که پس از مرگ محمدشاه قاجار، برای احتیاط از خطر کینه و انتقام مهدعلیا مجبور به ترک خاک ایران به مقصد عثمانی و بغداد شد و پس از مرگ مهدعلیا در همانجا درگذشت.

## روابط خدیجه خاتون باامیرکبیر
آخرین ضربه به رابطه شاه و امیرکبیر در سفر اصفهان اتفاق افتاد امیرکبیر شاید به ملاحظه مداخله بیگانه و شیطنت دشمنان در هنگام غیبتش از تهران، درخواست کرد عباس میرزای سوم، برادر ناتنی کوچک‌تر شاه و نیز مادرش خدیجه خانم، جزو همراهان شاه در این سفر باشند.
امیرکبیر بدگمان از دسیسه‌های داخلی و خارجی، مرتباً شاه را نصیحت می‌کرد با ملایمت و بنده پروری با برادر ناتنی اش رفتار کند ولی این توصیه‌ها را دشمنانش علامت دل بستگی صدر اعظم به برادر منفور شاه تعبیر کردند. بعید هم نیست که صدراعظم عباس میرزا را حربه مناسبی برای مهار زدن بر خشم و بد خلقی شاه می‌دید.
ارتباط نزدیک تر امیرکبیر با عباس میرزا و رفتار محرمانه اش با خدیجه خانم در طول سفر اصفهان اعتماد شاه را به او متزلزل تر ساخت. این رویه به‌طور حتم سوء ظن شاه را تشدید کرد و به سطحی قریب به جنون رسانید. در راه بازگشت به پایتخت هنگامی که موکب همایونی به قم رسید، شاه خود عباس میرزا را والی قم کرد انتصابی که در واقع حکم تبعید داشت. صدر اعظم، که غافل گیر شده بود، فوراً در مقابل فرمان شاه ایستاد و به عباس و مادرش دستور داد بی درنگ پیشتر از اردوی شاهی به تهران حرکت کنند. ناصرالدین از این عمل صدر اعظم به خشم آمد و امر به بازگشت آن دو داد و برانتصاب عباس میرزا پا فشرد. به قول لسان الملک سپهر: «این اولین فرزین بندی بود که در رقعه آجال میرزا تقی خان از شاه رخ نمود.»
امیرکبیر، حساسیت ناصرالدین را نسبت به برادر ناتنی‌اش درست درنیافت آن هم در موقعیتی که نخستین ولیعهد ناصرالدین شاه، سلطان محمود میرزا، تازه مرده بود و مسئله جانشینی در معرض دسیسه بازی قرار گرفته بود. مورخ قاجار اعتماد السلطنه در شرح واقعه اصفهان نوشت که امیرکبیر می‌خواست عباس میرزا نامزد ولی عهدی گردد. این روایت، چه درست و چه نادرست، نشانگر هول و هراسی است که ذهن مشوش شاه را آزار می‌داد. ماجرای عباس میرزا ضربه شدیدی بر پیکر امیر کبیر بود. در بازگشت به تهران متوجه شد که نفوذش برشاه به میزان زیادی تقلیل یافته‌است. شاه می‌ترسید که امیر کبیر به کمک انگلیسی‌ها در صدد برآید برادر صغیر ناتنی اش را به جای او بنشاند و بعد خود در مقام نایب السلطنه قدرت را به دست گیرد.

## در رسانه
| سال تولید | بازیگر           | سریال    | نقش          |
| --------- | ---------------- | -------- | ------------ |
| ۱۳۶۴      | فرزانه کابلی     | امیرکبیر | خدیجه چهریقی |
| ۱۴۰۰      | کتانه افشاری‌نژاد | جیران    | خدیجه چهریقی |